# Hermannia muricata
Hermannia muricata är en malvaväxtart som beskrevs av Christian Friedrich Frederik Ecklon och Zeyh.. Hermannia muricata ingår i släktet Hermannia och familjen malvaväxter. Inga underarter finns listade i Catalogue of Life.